# Yorki Erzsébet angol királyné
Yorki Erzsébet (Elizabeth of York, 1466. február 11. – 1503. február 11.), IV. Eduárd leánya, V. Eduárd nővére, III. Richárd unokahúga, angol királyné, VII. Henrik felesége, VIII. Henrik édesanyja, VI. Eduárd, I. Mária és I. Erzsébet nagyanyja.

## Élete

### Gyermekkora
IV. Eduárd angol király és Elizabeth Woodville legidősebb gyermeke. Testvérei: Mária, Cecília, Eduárd, Margit, Richárd, Anna, György, Katalin és Brigitta. Ötévesen eljegyezték George Neville-lel, John Neville northumberlandi gróf fiával, aki IV. Edward támogatója volt, de később átállt a másik oldalra, emiatt pedig felbontották az eljegyzést is. 1475-ben Erzsébetet Károly francia trónörökössel (a későbbi VIII. Károllyal) akarták eljegyezni, de Károly apja végül másképp döntött.

## A polgárháború vége
1483-ban IV. Edward meghalt, és Erzsébet öccse lett az új király, V. Eduárd néven. Régensnek nagybátyjukat, Richard gloucesteri grófot nevezték ki, ő azonban fivére halála után nem sokkal lépéseket tett a hatalom megszerzése felé: elszigetelte unokaöccseit a Woodville-rokonságtól, majd elfogta a koronázására tartó Edwardot (walesi hercegként Ludlow várában volt a rezidenciája, innen utazott Londonba) és a Towerbe vitette, látszólag az ő védelme érdekében. Elizabeth Woodville kisebbik fiával, Richárddal és leányaival a Westminster-apátságban kért menedéket. Gloucester azonban megkérte, engedje a kis Richárdot is a Towerbe, hogy bátyjának társasága legyen, és Elizabeth beleegyezett.
Két hónappal később, 1483. június 22-én IV. Edward és Elizabeth Woodville házasságát érvénytelennek nyilvánították azzal, hogy Edward korábban eljegyezte Lady Eleanor Butlert. Így a gyermekei házasságon kívül születettnek számítottak, és nem örökölhették a trónt. A parlament a Titulus Regiusban fattyúnak nyilvánította Edward gyermekeit és Gloucestert nyilvánították jogos örökösnek; ő III. Richárd néven 1483. július 6-án trónra lépett. V. Edward és öccse nem sokkal ezután eltűntek, és megindult a szóbeszéd, hogy meggyilkolták őket.
Elizabeth Woodville szövetséget kötött Lady Margaret Beaufort-ral, Henry Tudor anyjával. A Lancaster-pártnak ők voltak a leginkább királyi tagjai. Bár Henrik III. Eduárd ük-ükunokája volt, trónigénye gyengének számított, mert egy záradék megtiltotta, hogy üknagyszülei, John of Gaunt (III. Edward fia) és Katherine Swynford utódai trónra lépjenek, ugyanis házasságuk már a gyermekeik születése után köttetett, így azok törvénytelennek számítottak. Ennek ellenére anyja és Elizabeth Woodville megegyeztek, hogy Henriknek meg kell próbálnia megszereznie a trónt, és ha sikerrel jár, feleségül veszi Yorki Erzsébetet és egyesíti a két rivális házat. 1483 decemberében Henrik a rennes-i katedrálisban megesküdött rá, hogy feleségül fogja venni Erzsébetet, aztán elkezdte tervezni hadjáratát. Eközben III. Richárd Erzsébetet egy jelentéktelen tengerésztiszthez, Robert Stillington fiához akarta hozzáadni, őt azonban Normandia partjainál elfogták a franciák, Párizsba hurcolták, és itt fogságban halt meg.
1484-ben Erzsébet és családja elhagyták Westminstert és visszatértek III. Richárd udvarába. Egy korabeli szóbeszéd szerint nagybátyja, a király feleségül akarta venni Erzsébetet, mivel felesége, Anne Neville haldoklott, egyetlen fiuk, Edward pedig sajnos fiatalon meghalt. (Pápai engedéllyel lehetséges volt a vérrokonok közti házasság.) Richárd ezt tagadta, amire a Crowland-krónika szerint Woodville-ék ellenségei kényszerítették, akik nem akarták, hogy a család visszakerüljön a király kegyeibe. Nincs elfogadható bizonyíték Richárd azon szándékára, hogy ténylegesen tervezte ezt a házasságot, de Sir George Buck később azt állította, talált egy (mára elveszett) levelet Erzsébettől, melyben a lány beleegyezett abba, hogy nőül menjen saját nagybátyjához.
1485. augusztus 7-én azonban Tudor Henrik partra szállt csapataival Walesben és elindult Anglia felé. Augusztus 22-én a Bosworth-mezei csatában megküzdöttek egymással, és bár Richárdnak nagyobb serege volt, kíséretének néhány nagy hatalmú tagja elárulta, így meghalt az ütközetben. Henrik a hódítás jogán elfoglalta a trónt, VII. Henrik néven. (VII. Henrik úgy kívánta még inkább megerősíteni trónigényét, hogy nőül vette a néhai IV. Eduárd legidősebb, élő gyermekét, York-i Erzsébetet, akinek ekkorra már egyik fiútestvére sem élt.)

### Királynéként

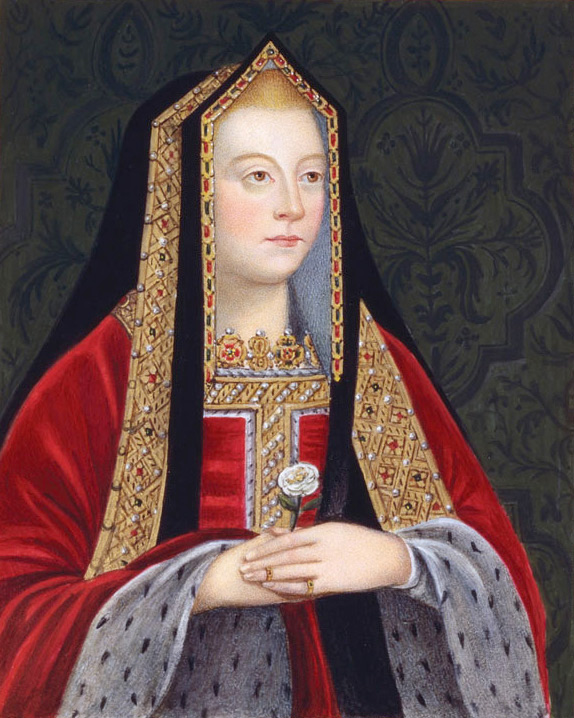
Erzsébet királynéként

Henrik a Lancaster-ház örököse volt ugyan, de családja hátrébb állt az örökösödési rangsorban a York-háznál, ezért csak a hódítás jogán foglalhatta el a trónt. Bár tisztában volt azzal, hogy trónigényét megerősítendő el kell vennie Erzsébetet, hogy a York-ház többi tagját eltántorítsa a trón megszerzésére tett kísérletektől, igyekezett nyilvánvalóvá tenni, hogy hódítóként lép trónra, nem Erzsébet férjeként, és nem fogja megosztani vele a hatalmat. Ezért még házassága előtt koronáztatta meg magát. Visszavonta a Titulus Regiust és ezzel újra törvényesnek nyilvánította IV. Edward gyermekeit (egyben elismerte elhunyt sógorát, V. Edwardot is jogos uralkodóként), mert nem akarta, hogy kétségbe vonják felesége törvényességét.
Henriket 1485. október 30-án koronázták meg, de még nem tudta elvenni Erzsébetet, mert nem kapta meg a pápai diszpenzációt. Végül a parlament a nép nevében kérvényezte, hogy tartsa be esküjét és vegye feleségül Erzsébetet. Miután megkapták a diszpenzációt, 1486. január 18-án összeházasodtak. Első fiuk, Artúr 1486. szeptember 20-án született. Henrik 1487. november 25-én koronáztatta királynévá Erzsébetet.
A házasság boldognak bizonyult, bár Erzsébetnek nem volt akkora befolyása, mint anyósának, Lady Margaret Beaufort-nak, aki igen erős akaratú asszony volt, mert bár menye rangban fölötte állt, nemigen hagyott neki lehetőséget arra, hogy politikai szempontból is hatni tudjon VII. Henrikre. Ez az ellenszenve a menye iránt valószínűleg abban gyökerezhetett, hogy féltékeny volt Erzsébetre, mivel anyaként mindig is magának akarta kisajátítani egyetlen fiát. Erzsébetet a korabeli írások kedves, jótékony hölgyként írják le. Szerette a zenét, a táncot és a kockajátékot. Több agarat tartott, és valószínűleg szeretett vadászni és célba lőni, valamint igen művelt, intelligens asszony volt a kor felfogása szerint. Állítólag ő tanította meg fiát, a későbbi VIII. Henriket írni és olvasni.

## Gyermekei

Yorki Erzsébet címere

Erzsébet híres szépség volt, szülei világos haját és bőrét örökölte. Henriktől hét gyermeke született:
- Artúr walesi herceg (1486. szeptember 20. – 1502. április 2.)
- Margit, később skót királyné (1489. november 28. – 1541. október 18.)
- Henrik yorki herceg, később VIII. Henrik (1491. június 28. – 1547. január 28.)
- Erzsébet (1492. július 2. – 1495. szeptember 14.)
- Mária, később francia királyné (1496. március 18. – 1533. június 25.)
- Edmund, Somerset hercege (1499. február 21. – 1500. június 19.)
- Katalin (1503. február 2., még aznap meghalt)

### Halála
1501. november 14-én Erzsébet legidősebb fia, Artúr feleségül vette Aragóniai Katalin spanyol infánsnőt, II. Ferdinánd aragóniai király és Kasztíliai Izabella legkisebb lányát, akivel a ludlowi várba, a walesi hercegek hagyományos rezidenciájába költözött. Artúr öt hónappal később elhunyt. A királyt ez nagyon megrázta. Erzsébet azzal vigasztalta, hogy Lady Margaret Beaufort-nak sem volt több gyermeke, csak Henrik, azonkívül nekik az Isten még meghagyott három gyermeket, egy herceget és két hercegnőt, és még mindketten elég fiatalok ahhoz, hogy még több gyermekük legyen.
Artúr halála miatt Erzsébet úgy döntött, ismét teherbe esik, hogy jobban legyen biztosítva az öröklés. 1503. február 2-án született Katalin nevű lánya, aki még aznap meg is halt. Erzsébet a szülés után fertőzést kapott, amibe február 11-én, a 37. születésnapján belehalt. (A sors iróniája, hogy 34 évvel később VIII. Henrik harmadik felesége, Jane Seymour ugyancsak gyermekágyi lázban halt meg, ám gyermeke túlélte a rendkívül komplikált szülést.) Férje meggyászolta halálát (egy beszámoló szerint elvonult valahová, ahol senki nem zavarhatja), és közmondásos fukarsága ellenére fényes temetést biztosított neki: a Towerben ravataloztatta fel és a westminsteri apátságban, a Henrik által építtetett Miasszonyunk-kápolnában temettette el. Később foglalkozott a gondolattal, hogy a spanyol szövetség megerősítése érdekében újraházasodik, feleségjelöltként felmerült Johanna özvegy nápolyi királyné (Aragóniai Ferdinánd unokahúga), Kasztíliai Johanna (Aragóniai Ferdinánd és Kasztíliai Izabella lánya) és Margit özvegy szavojai hercegné (Kasztíliai Johanna sógornője), házasságra azonban végül nem került sor, és Henrik özvegyemberként halt meg 1509-ben. Erzsébet mellé temették el.

## Öröksége

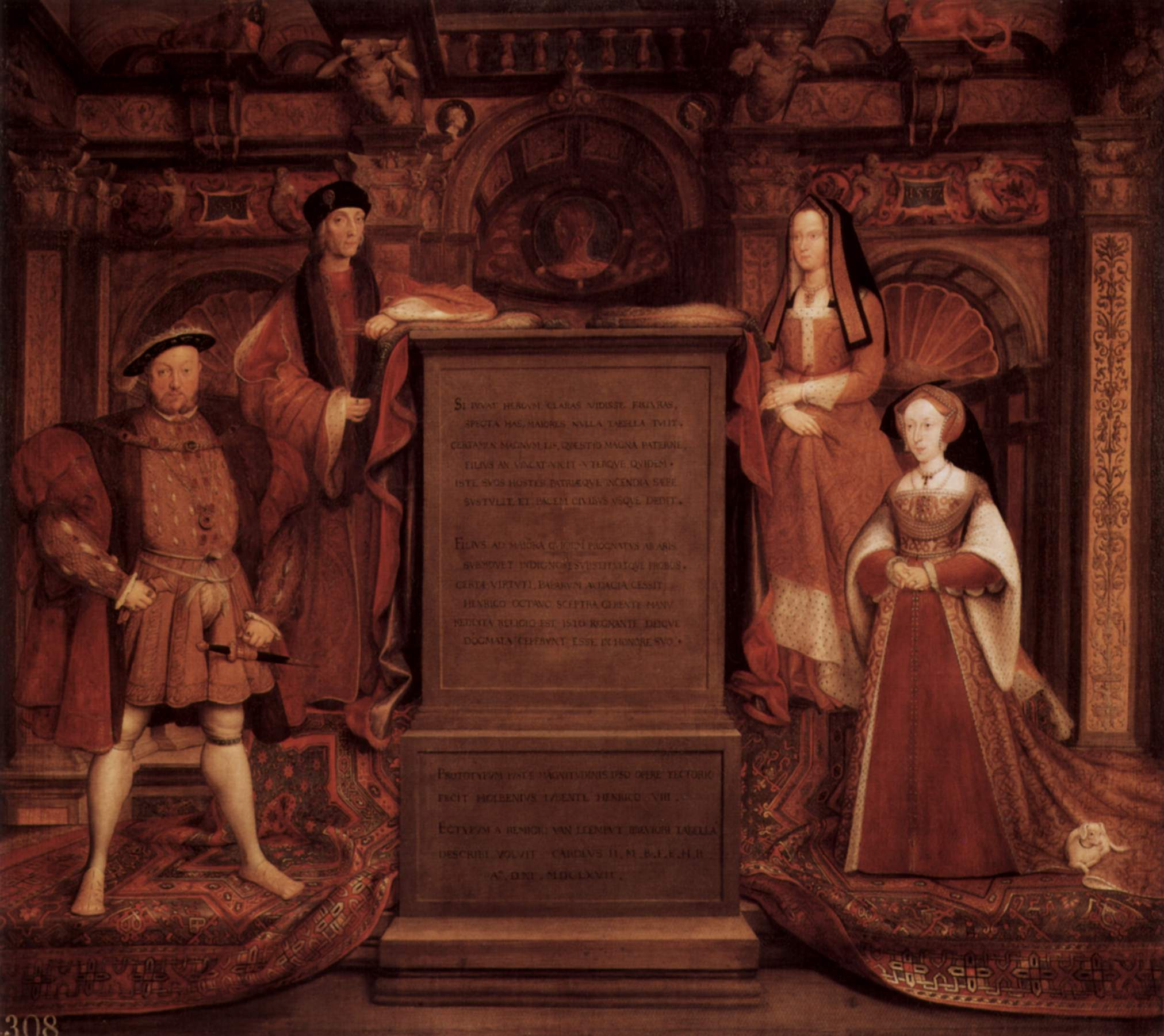
Yorki Erzsébet és férje, VII. Henrik egy, már a halála után készült képen fiukkal, VIII. Henrikkel és menyükkel, Jane Seymourral.

Másodszülött fia, Henrik, akit eredetileg papnak szántak, lett Anglia királya, VIII. Henrik néven. Az ő kisebbik leányát, Erzsébet hercegnőt (a későbbi I. Erzsébet angol királynőt) Yorki Erzsébetről nevezték el, tisztelegve annak emléke előtt.
Margit a skót király, IV. Jakab felesége lett, fia V. Jakab skót király, unokája Stuart Mária, dédunokája pedig VI. Jakab skót király, azaz I. Jakab angol király, aki minden utána uralkodó brit király és királynő őse lett.
Mária a francia királyhoz, XII. Lajoshoz, majd annak nem sokkal későbbi halála után Suffolk hercegéhez ment nőül. Az ő unokájuk volt az a Lady Jane Grey, aki 1553-ban 9 napig angol királynő volt, amíg Tudor Mária magához nem ragadta a koronát, és ki nem végeztette a lányt.
Yorki Erzsébet az egyetlen olyan angol királyné, aki angol királynak a leánya, nővére, unokahúga, felesége, anyja és nagyanyja is volt.

## Külső hivatkozások
- Galéria
- Tudorplace

| Előző Neville Anna | Anglia királynéja 1486 – 1503 | Következő Aragóniai Katalin |